# Parlophone
Parlophone Records, Ltd – wytwórnia płytowa, założona w Niemczech, w 1896 roku, przez Carl Lindström Company (początkowo jako Parlophon). W 1923 utworzona została jej brytyjska filia Parlophone, a w 1927 wytwórnia stała się własnością Columbia Graphophone Company, późniejszej EMI.
Znak firmowy wytwórni – ₤ – nie oznacza brytyjskiego funta, ale niemieckie L, pochodzące od nazwiska Lindström.
Pod skrzydłami EMI, Parlophone miała opinię głównie wytwórni jazzowej. Osiągała jednak sporadyczne sukcesy. Przełom nastąpił w 1962 roku, kiedy wytwórnia, kierowana od 1955 roku przez George'a Martina, podpisała umowę z nowym, brytyjskim zespołem rockowym The Beatles, odrzucanym poprzednio przez inne wytwórnie. Ich błyskawiczna kariera i miliony sprzedanych płyt, sprawiły, że Parlophone stała się jedną z najbardziej znanych i dochodowych wytwórni płytowych na świecie.
Od czasu sukcesu Beatlesów, wielu artystów zdecydowało się nagrywać swoje płyty właśnie w tej wytwórni. Byli to m.in. The Hollies, Simon Dupree and the Big Sound, Queen, The Easybeats i The Church. Obecnie Parlophone skupia takich muzyków jak: Siobhán Donaghy, Athlete, Supergrass, Radiohead, Babyshambles, Coldplay, Beverley Knight, Jamelia, Kylie Minogue, Pet Shop Boys, Blur, All Saints, Gorillaz, The Divine Comedy i Lily Allen.
W wyniku zakupu od EMI Music przez Warner Music Group z dnia 1 lipca 2013 sukcesywnie lokalne oddziały zmieniły nazwę na Parlophone.
W wyniku przejęcia EMI Music przez Warner Music, Parlophone Music Poland funkcjonował do końca roku 2013. Od 1 stycznia 2014 Parlophon Music Poland oraz Pomaton EMI przestały istnieć, wszyscy artyści oraz biurowiec przy Osmańskiej 11 w Warszawie został przejęty oraz funkcjonuje pod nazwą Warner Music Poland.